# Virtuální realita

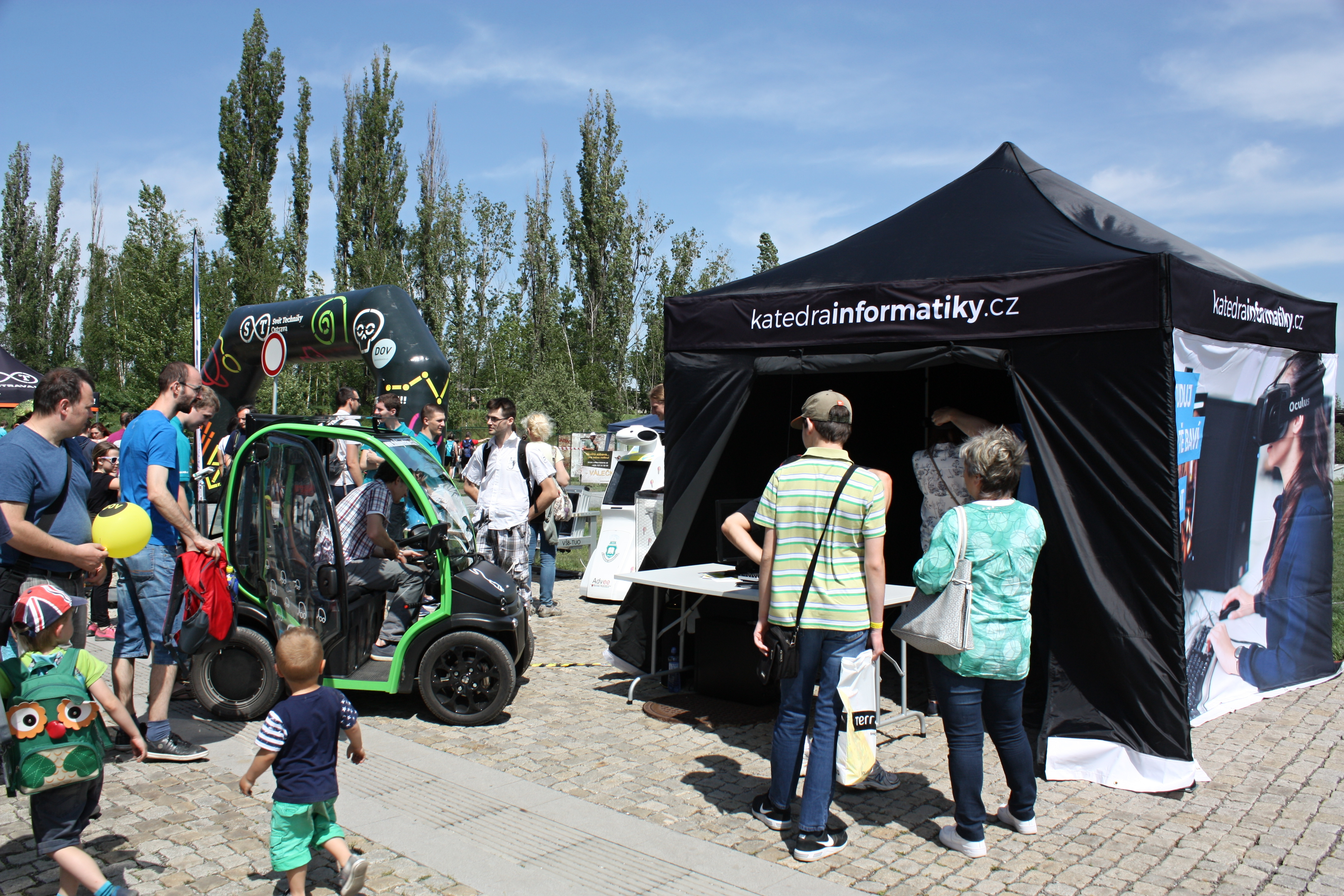
Předvádění virtuální reality veřejnosti.

Virtuální realita (VR) je technologie umožňující uživateli ocitnout se v simulovaném prostředí, ideálně doprovázené jeho interakcí s ním. Technologie virtuální reality vytvářejí iluzi skutečného světa (např. při výcviku boje, pilotování, lékařství), nebo fiktivního světa počítačových her.

## Historie

### Původ pojmu
Původ termínu „Virtuální realita“ není jasný. Často se připisuje Damienovi Broderickovi, který použil tento termín ve svém sci-fi románu Judas Mandala. Vynálezce virtuální reality Jaron Lanier tvrdil, že tento název sám vymyslel. Podobný termín „umělá realita“ se díky Mironovi Kruegerovi používal už od 70. let 20. století.

### Vývoj technologie
Morton Heilig psal v 50. letech 20. století o tzv. „Experience Theater“ (Divadlo zážitků), které by stimulovalo všechny smysly diváka podle hrané scény. Na základě této vize postavil v roce 1962 prototyp nazvaný Sensorama, který při promítání pěti krátkých filmech umožňoval vnímat kromě obrazu a zvuku i vůni. I přes dnešní nástup počítačové techniky tento druh údajně funguje i dnes.
V roce 1964 rozebíral filosofické a technologické aspekty virtuální reality Stanislav Lem ve své knize Summa technologiae. Používá pro ni pojem fantomatika.
V roce 1968 sestrojil Ivan Sutherland spolu se svým žákem Bobem Sproullem zobrazovací zařízení nositelné na hlavě, což se všeobecně považuje za první přístroj vytvářející virtuální realitu. Byl jednoduchý jak na ovládání tak i na zobrazování. Prostředí totiž tvořily virtuální vazby ohraničené jen čárami. Byl tak těžký, že musel být připevněn na stropě, a díky tomu si vysloužil název Damoklův meč.
Zajímavým mezi prvopočítačovými zařízeními byl Aspen Movie Map vyrobený v Massachusettském technologickém institutu (MIT) v roce 1977. Program představoval přibližnou simulaci města Aspen v Coloradu v USA, jehož ulicemi se mohl uživatel procházet. Na výběr byly tři módy: léto, zima a polygony. První dva byly založené na fotografiích – tvůrci skutečně nafotografovali každý možný pohyb přes město v obou ročních obdobích – a třetí byl trojrozměrný model města.
V druhé polovině 80. let 20. století zpopularizoval pojem „Virtuální realita“ Jaron Lanier, jeden z průkopníků této oblasti. Roku 1985 založil společnost VPL Research (Virtual Programming Language – virtuální programovací jazyk), která vyvinula nejvýznamnější systémy „goggles n‘ gloves“ (ochranné brýle a rukavice).

## Technologie
Ve virtuální realitě jde o vytváření vizuálního, sluchového, hmatového či jiného zážitku, který budí dojem skutečnosti, přičemž k tomu obvykle potřebujete speciální brýle, helmu či alespoň chytrý telefon ve speciálním zobrazovacím zařízení pro generování realistických vjemů. V tom je i zásadní rozdíl např. od technologicky mnohem přístupnější rozšířené reality (AR), která do reálného světa pouze přidává digitální prvky jako grafiku, text, odkazy či videa a k jejímu zažití stačí obvykle jen běžný chytrý telefon.  
Základem virtuální reality je pak běžně stereoskopické (vytváření různých vjemů pro každé oko – navozující iluzi trojrozměrného prostředí) zobrazující zařízení v podobě náhlavní soupravy, volitelně s jedním či několika periferiemi obsahujícími senzory pro snímání jejich pozice. Ty slouží zejména pro interakci s virtuálním prostředím (ovladače) nebo odhadu a vizualizaci pózy uživatele (senzory pro snímání pohybu).  
Stereoskopického zobrazování se dosahuje několika hlavními způsoby:
1. Pomocí tzv. shutter glasses, které střídavě velkou rychlostí zatmívají levé a pravé oko v synchronizaci se zobrazením na monitoru. Každý např. lichý rámeček (frame) na obrazovce je synchronizován s levým okem a každý sudý s pravým. Při dostatečné opakovací frekvenci vzniká dojem prostorového vidění.
2. Využitím filtrace barev, kde speciální brýle mají na každém skle jiný barevný filtr vždy v páru vzájemně doplňkových barev – nejběžněji v kombinaci červéná a azurová. Na obrazovce se vytvoří obraz, jehož pohled určený pro levé oko je tvořen z odstínů modré barvy, pro oko pravé pak z odstínů červené barvy. Tyto dva obrazy se proloží přes sebe tak, aby se překrývaly v místech viděných oběma očima.
3. Zobrazováním různých pohledů na dva displeje, kde každý je umístěn před jedno. V současnosti je toto nejpoužívanější způsob vytváření virtuální reality a to v náhlavních displejích.
4. Nasazením speciální soupravy bez zobrazovacího zařízení, do které se horizontálně umístí chytrý mobilní telefon, jehož displej bude zobrazovat na každé polovině jiný obraz pro každé oko a bude vhodně zakryt, aby byla projekce věrohodná. Toto řešení je horší co se týče věrohodnosti a výkonu, je ovšem velmi cenově přijatelný pro koncové uživatele.

Za schopné vytváření virtuální reality považujeme pouze poslední dvě možnosti, vzhledem k tomu, že v ostatních se jedná pouze o neinteraktivní prohlížení obrazu. Obvykle požadujeme určitý stupeň interaktivity, abychom zážitek prohlásili virtuální realitou. Z tohoto důvodu do této kategorie nezařazujeme ani sférické fotografie či videa, byť mohou být zobrazována na skutečných VR zařízeních.
V současnosti mluvíme o VR zařízení zejména v případě náhlavních displejů, kde před každým okem je LCD příp. (AM)OLED displej s dostatečně vysokým rozlišením – dohromady běžně alespoň 2K.

## Využití v praxi
Virtuální realita má předpoklady pro využití v mnoha oborech, například:
- V lékařství se využívají prostorové modely orgánů nebo celého těla. Ty se získávají pomocí počítačové tomografie.
- Ve sportu VR slouží k dokonalému vytrénování správného pohybu a cviku a techniky.
- V konstrukci je výhodou už práce ve třech rozměrech jako je CAD, VR přidává možnost prohlédnout si interiéry staveb, vnitřek automobilů, atd.
- V armádě je pro VR typický příklad simulátor létání, který je i přes velké pořizovací náklady o mnoho úspornější než skutečný let.
- V zábavě lidé mohou navštěvovat virtuální koncerty, galerie, nebo se účastnit interaktivních her.

K dalším aplikacím patří například využití v realitním byznysu nebo ve virtuálních autosalonech automobilky Škoda.

### Vzdělávání a odborná příprava
VR se používá k tomu, aby studentům poskytl virtuální prostředí, ve kterém mohou rozvíjet své dovednosti bez skutečných důsledků selhání v reálném světě, což se také využívá a je předmětem studia v základním vzdělávání. Například v japonské online střední škole ("N High School") hraje VR ve vzdělávání důležitou roli. Dokonce i zahajovací ceremoniál školy byl virtuálním zážitkem pro 73 studentů, kteří byli pomocí VR headsetů propojeni s kampusem stovky kilometrů daleko a tak si mohli poslechnou zahajovací řeč ředitele, aniž by museli cestovat tak daleko. Podle zaměstnanců školy chtěli dát studentům šanci zažít technologii VR, než ji použijí "naostro" coby součást jejich vzdělávání.

#### Vojenské použití
Thomas A. Furness III. byl jedním z prvních, kdo rozšířil použití VR pro vojenský výcvik, když v roce 1982 představil letectvu fungující model svého virtuálního letového simulátoru (VCASS – Vizuálně Spojený Výsadkový Systémový Simulátor). Druhá fáze jeho projektu, který nazval "Super Cockpit", byl ještě pokročilejší, grafikou s vysokým rozlišením a dotykovým displejem. Furness III. je často označován jako průkopník VR v tomto výzkumu. Ministerstvo obrany ve Spojeném království používalo VR ve vojenském výcviku od osmdesátých let. Armáda Spojených států v roce 2012 zveřejnila systém odborného vojenského výcviku. Byl uváděn jako první plně vyvinutý vojenský výcvikový systém VR.

#### Vesmírné školení
NASA používá technologii VR po dobu dvaceti let. Nejpozoruhodnější je jejich využití "ponorných" VR k tréninku astronautů, zatímco jsou stále na Zemi. Takové aplikace simulací VR zahrnují vystavení účastníka pracovní činnosti v prostředí s nulovou gravitací a školení o tom, jak se procházet ve vesmíru. Astronauti mohou dokonce simulovat, jaké to je pracovat s nástroji ve vesmíru při použití levných 3D tištěných maketových nástrojů.

#### Aplikace v oblasti letu a vozidel
Letové simulátory jsou formou pilotního výcviku VR. Mohou se pohybovat od plně uzavřeného modulu až po řadu počítačových monitorů, které poskytují pohled na pilota. Stejným způsobem se virtuální jízdní simulace používají k tomu, aby trénovaly řidiče v základních dovednostech předtím, než jim umožňují provozovat skutečné vozidlo. Podobné principy se používají v simulátorech nákladních automobilů pro specialisty, jako jsou hasičské vozy. Vzhledem k tomu, že tito řidiči mají často méně příležitostí k reálným zkušenostem, školení VR poskytuje další tréninkový čas.

#### Lékařské školení
Technologie VR má mnoho užitečných aplikací v oblasti medicíny. Simulované operace umožňují chirurgům praktikovat své technické dovednosti bez rizika pro pacienty. Četné studie ukázaly, že lékaři, kteří absolvují chirurgický výcvik pomocí simulace VR, výrazně více zlepšují obratnost a výkonnost v operačním sále než kontrolní skupiny. Prostřednictvím VR mají lékaři a začínající lékaři možnost prohlížet a prožívat složité operace, aniž by vstoupily do operačního sálu. 14. dubna 2016 byl Shafi Ahmed prvním chirurgem, který vysílal operaci ve virtuální realitě; diváci sledovali operaci v reálném čase z pohledu chirurga. Technologie VR umožnila divákům prozkoumat celou řadu činností v operačním sále, jak byla vysílána kamerou 4K 360fly.

### Videohry
Brýle pro virtuální realitu (HMD) byly vydány pro hraní her již na počátku 90. let. Mezi ně patří Virtual Boy vyvinutý firmou Nintendo; iGlasses vyvinutý společností Virtual I-O, model Cybermaxx vyvinutý společností Victormaxx a VFX1 Headgear vyvinutý firmou Forte Technologies. Dalšími moderními příklady VR pro hraní jsou Wii Remote, Kinect a PlayStation Move / PlayStation Eye, které posílají pohybové vstupy hráčům na herní konzoli.
Komerčně nejznámější headsety pro VR jsou Oculus Quest 2 a HTC Vive. Systémy ve vývoji, které zahrnují technologii Sony PlayStation VR, vyžadují spuštění na PlayStation místo na počítači, dále StarVR; FOVE; a Magic Leap.
Po rozsáhlém vydání komerčních headsetů VR v polovině roku 2010 bylo vydáno několik verzí VR a VR videoher. Vendetta Online společnosti Guild Software byla ohlášena jako první MMORPG s podporou Oculus Rift, což je potenciálně první trvalý online svět s nativní podporou uživatelů headset VR. Od roku 2013 se objevilo několik zařízení virtuální reality, které se snaží vstoupit na trh, aby konkurovaly Oculus Rift a zlepšily herní zážitek. Jeden z nich, Virtuix Omni, je založen na schopnosti pohybovat se v trojrozměrném prostředí přes všesměrový běžecký pás. 27. dubna 2016 Mojang oznámil, že i oblíbená sandbox videohra Minecraft byla hratelná na Gear VR. Oddělená verze byla vydána do obchodu Oculus Store pro použití s Gear VR, podobně jako Pocket Edition Minecraft.
Některé firmy přizpůsobují VR pro fitness pomocí gymnastických konceptů na podporu cvičení. Jiní používají AR headset v kombinaci se světelným mečem pro hru Star wars.